# Kathedrale von Angra do Heroísmo

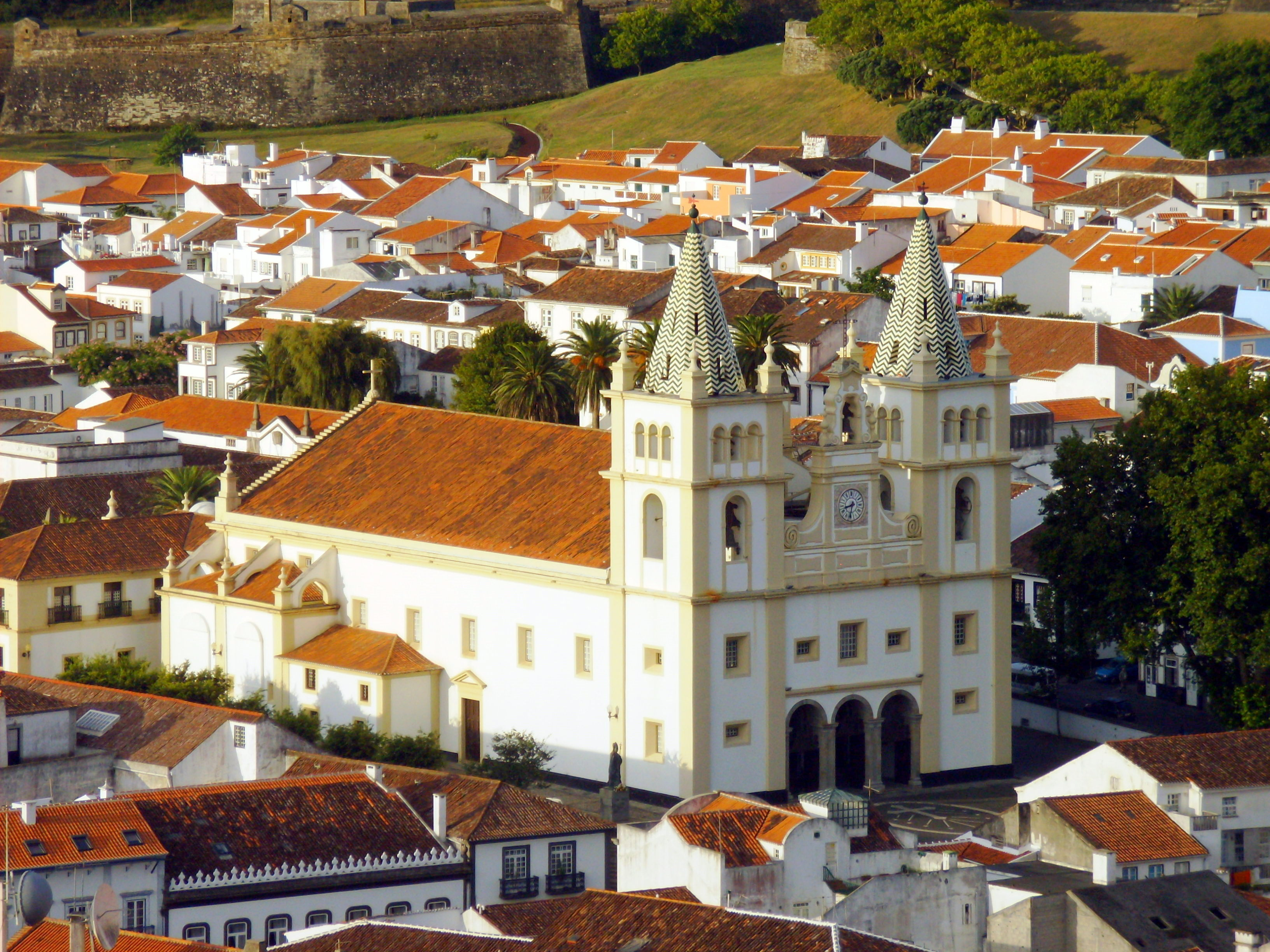
Kathedrale von Angra do Heroísmo

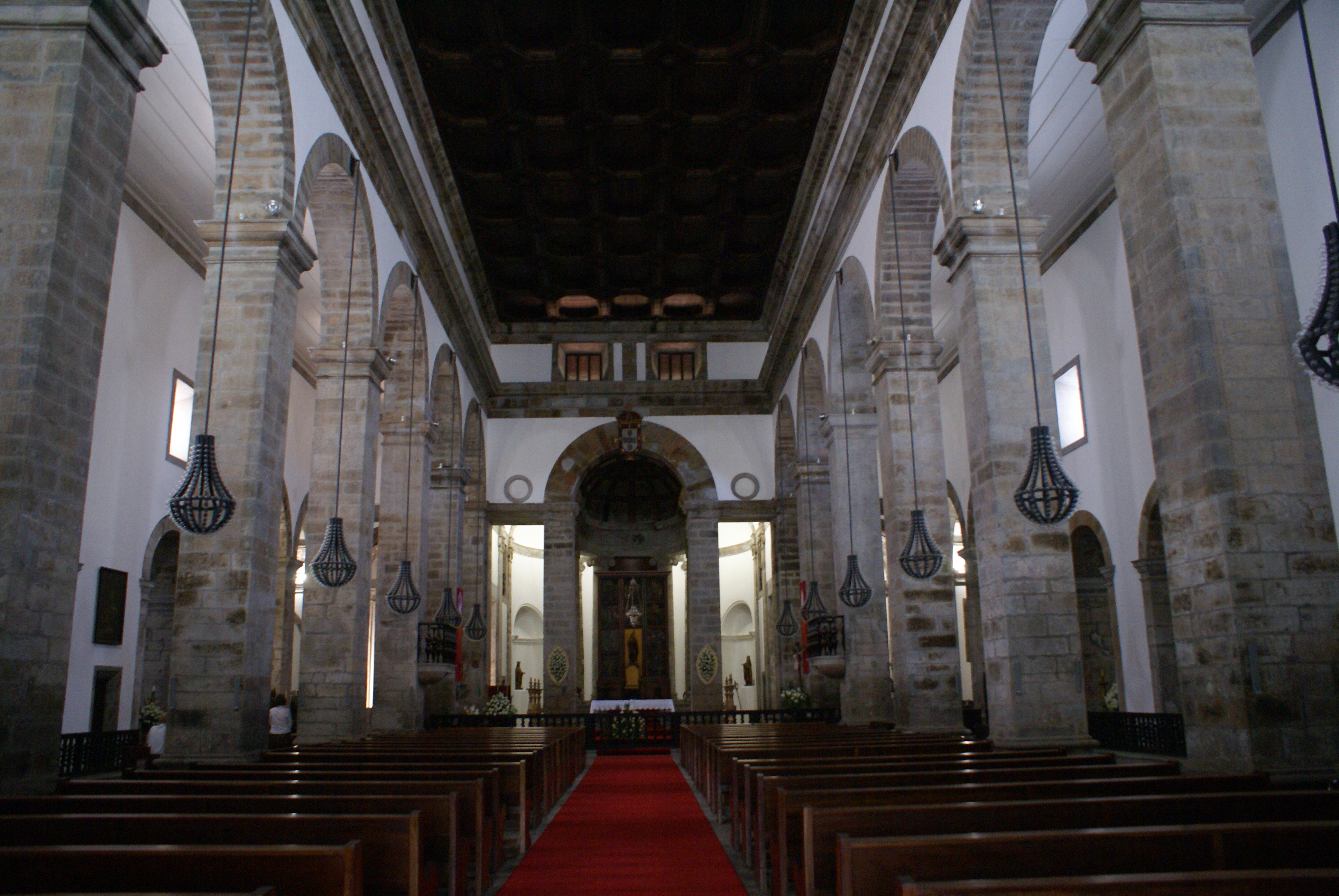
Inneres der Kathedrale

Die Christus dem Erlöser (portugiesisch São Salvador) geweihte Kathedrale von Angra do Heroísmo (portugiesisch Sé de Angra do Heroísmo) auf der Azoreninsel Terceira ist der Sitz des Bistums Angra.

## Lage
Die Kathedrale liegt im Zentrum der Altstadt von Angra nur etwa 250 m nördlich des Hafens in einer Höhe von ca. 15 m.

## Geschichte
Seit dem Jahr 1427 gehörte die schon länger bekannte, aber nicht kolonisierte Inselgruppe der Azoren offiziell zum Königreich Portugal. Eine Erlöserkapelle war schon im Jahr 1426 gegründet worden, doch im Jahr 1534 ernannte Papst Paul III. auf Betreiben des portugiesischen Königs Joao III. die Azoren zum Bistum. Die Grundsteinlegung zum Bau einer neuen Kathedrale zog sich jedoch bis zum Jahr 1570 hin; der Bau wurde erst im Jahr 1618 fertiggestellt. In der Folgezeit erfolgte der Anbau mehrerer Kapellen. Im Jahr 1980 wurde die Kathedrale bei einem Erdbeben schwer beschädigt und anschließend umfassend restauriert.

## Architektur
Die Portalzone der Kathedrale zeigt ein dreibogiges Triumphbogenmotiv. Während die beiden seitlichen Glockentürme (torres sinieras) geradlinig aufragen und in Spitzhelmen mit Zickzackmuster enden, zeigt der später hinzugefügte Mittelgiebel seitliche Voluten, die auf den Barock verweisen.
Das etwa 10–12 m hohe Innere der Kathedrale ist dreischiffig; hinzu kommen mehrere Seitenkapellen. Alle drei Schiffe sind nicht gewölbt; das Mittelschiff wird von einer hölzernen Kassettendecke überspannt, die Seitenschiffe haben Flachdecken. Die Apsis ist halbrund, doch im Äußeren rechteckig ummantelt.

## Ausstattung
Unter den Ausstattungsgegenständen sind zu erwähnen: ein silbernes Antependium am Altar, ein vierseitiges drehbares Lesepult mit Elfenbein-Intarsien, ein aus einem hellbraunen Marmorblock herausgearbeitetes Taufbecken, eine Ming-Vase und ein aus brasilianischem Jacaranda-Holz gefertigter breiter Schubladenschrank für kirchliche Gewänder.

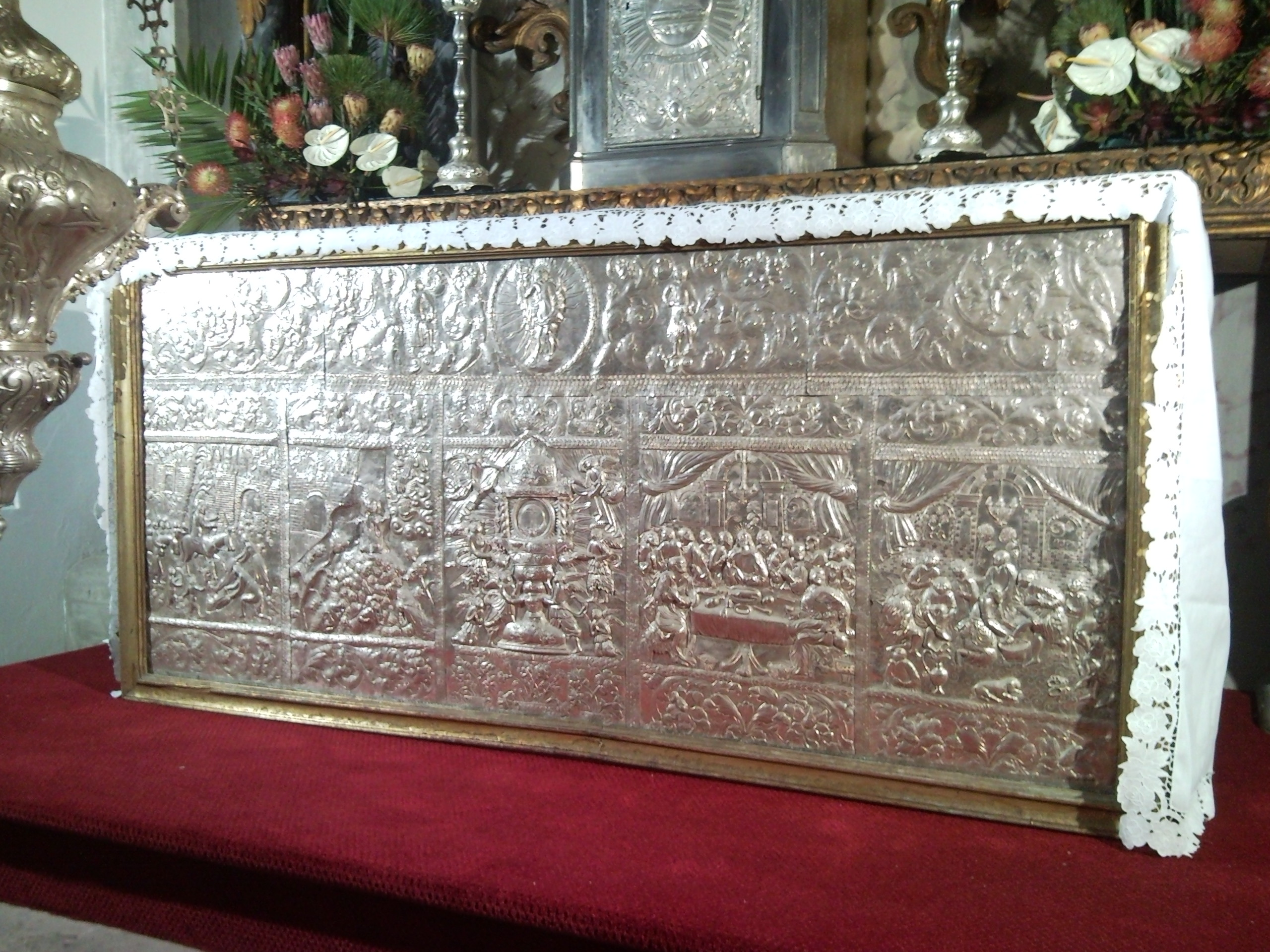
Silbernes Antependium
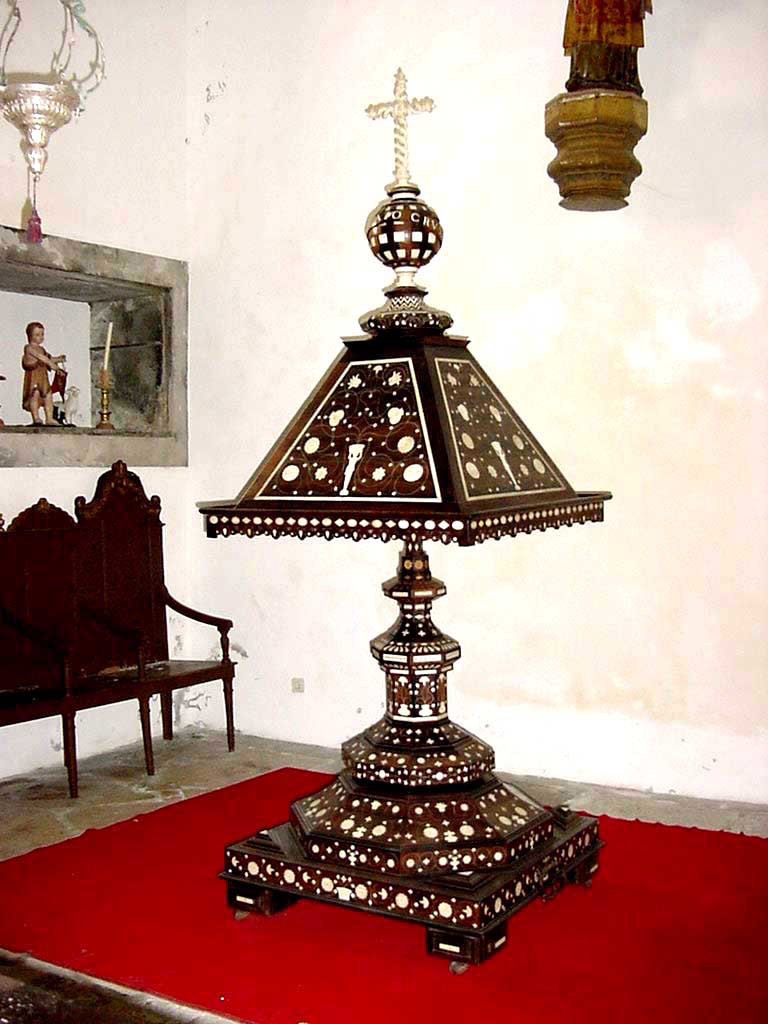
Vierseitiges Lesepult
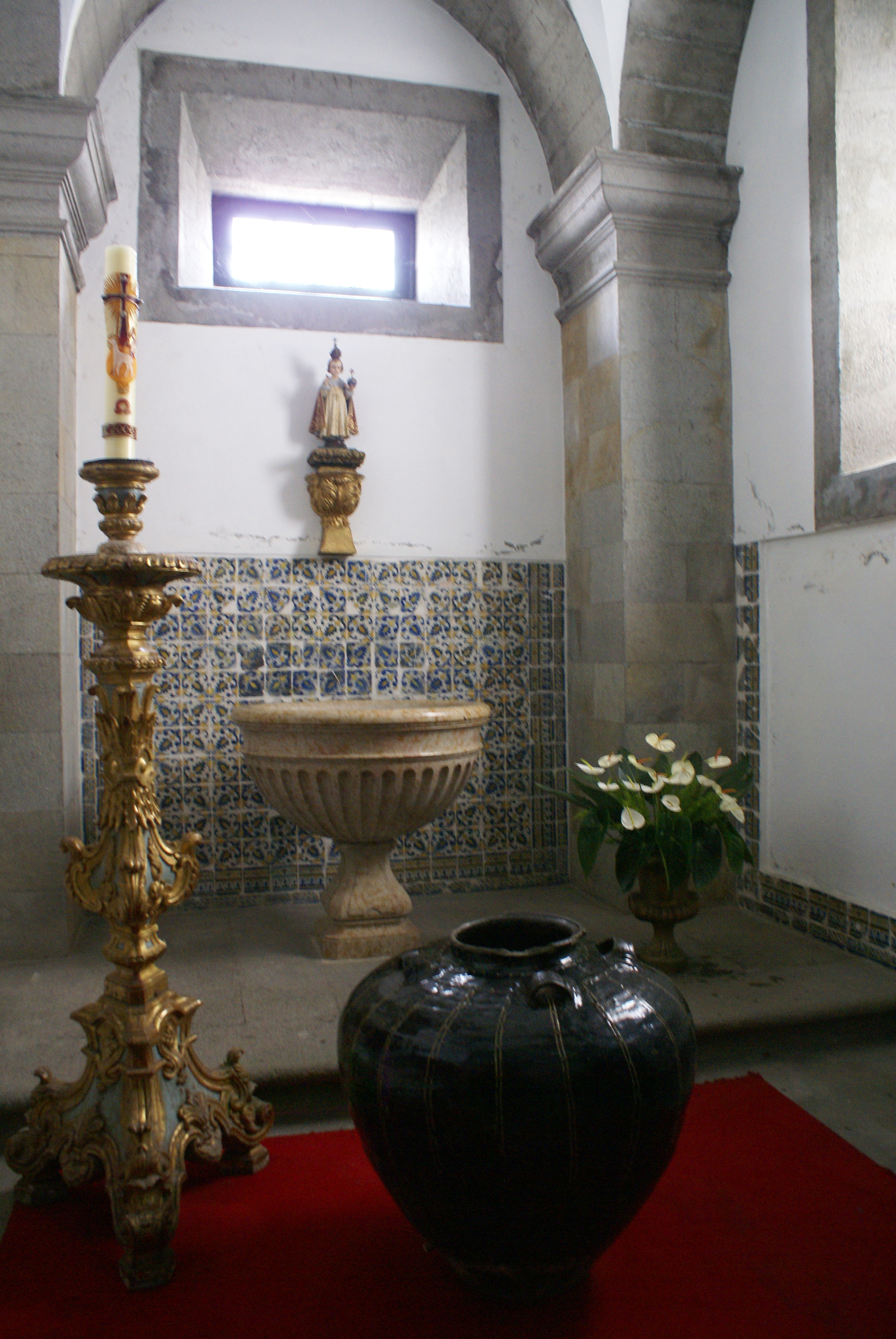
Taufbecken und Ming-Vase
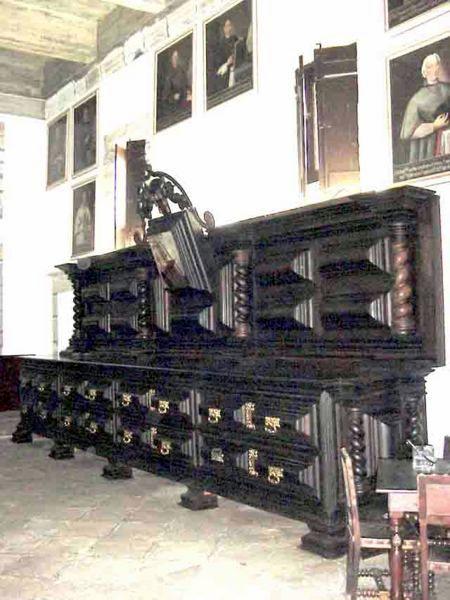
Schubladenschrank